# Пласідо Галіндо
Пласідо Рейналдо Галіндо Пандо (ісп. Plácido Reynaldo Galindo Pando, 9 березня 1906, Ліма, Перу — 22 жовтня 1988, там само) — перуанський футболіст, що грав на позиції півзахисника, зокрема, за клуб «Універсітаріо де Депортес», а також національну збірну Перу. По завершенні ігрової кар'єри — тренер.

## Клубна кар'єра
У футболі відомий за виступами в «Універсітаріо де Депортес».
У складі групи студентів Національного університету Сан-Маркос він заснував тодішню університетську Федерацію футбола в 1924 році. Клуб грав товариські матчі, поки не був прийнятий в перший перуанський турнір ― Прімера Дивізіон в 1928 році, в якому він фінішував на другому місці. У наступному році Галіндо і клуб виграли перуанську Прімеру.
Входив до складу «Перу-Чилі XI», команди перуанських і чилійських футболістів «Альянса Ліми», «Атлетіко Чалако», «Коло-Коло» і «Університаріо де Депортес», які зіграли 39 матчів у Європі з вересня 1933 по березень 1934 року.

## Виступи за збірну
У складі збірної був учасником:
- чемпіонату Південної Америки 1929 в Аргентині, де зіграв тільки в стартовому матчі з Аргентиною (0:3);
- чемпіонату світу 1930 року в Уругваї, де зіграв в матчах з Румунією (1:3) і з Уругваєм (0:1). Став автором першої червоної картки в історії чемпіонатів світу.

Протягом кар'єри у національній команді провів у її формі 6 матчів.

## Кар'єра тренера
На чолі з Галіндо «Університаріо де Депортес» виграв чемпіонат Перу 1934 року.
Був президентом «Університаріо» в 1954-1956, 1956-1958 і 1958-1963 роках. Під час його президентства клуб виграв перуанські титули 1959 і 1960 років.
Помер 22 жовтня 1988 року на 83-му році життя.